# ГНУ Ц библиотека
ГНУ C библиотека, познатија под називом glibc, је ГНУ пројекат направљен од Ц стандардне библиотеке. Упркос свом имену, ова библиотека директно подрзава и C++ (и индиректно друге програмске језике). Основана је 1990-их од стране фондације за слободни софтвер (ФСФ) за њихов ГНУ оперативни систем.
Објављена је од стране GNU Lesser General Public лиценце, и ц библиотека је слободни софтвер.

## Историја
Ц библиотеку је првобитно написао Роналд МекГрат, који је радио за фондацију за слободни софтвер (ФСФ) 1980-те.
У фебруару 1988, ФСФ, је описао C библиотеку као скоро готову и функсионалну какву ју је захтевао ANSI C. До 1992, имала је ANSI C-1989 и POSIX.1-1990 имплементиране функције и рад се обављао под POSIX.2.
У септембру 1995 Улрик Дрепер је извршио свој први допринос glibc пројеку и постепено постао око 1990-ит главни сарадник и одржавалац glibc-а. Дрепер је имао руководећу улогу током много година и до 2012 је накупио 63% од свих извшавања пројекта.

### Развој "Линукс libc-a"
У раним 1990-им, програмери Линукс језгра су развили glibc. Њихов форк који се звао "Линукс libc", годинама није одржаван а објављене су верзијама од 2 до 5.
Када је ФСФ објавио glibc верзију 2.0 у Јануару 1997, она је имала много више компајлера по комплетним POSIX стандардима, бољу интернационализација и вишејезичне функције, IPv6 способности, 64-битни приступ подацима, окружења за вишенитне апликације, будуће компатибилне верзије, и кодове веће преносивости. У овом тренутку, програмери Линукс језгра прекидају развој и настављају са даљим коришћењем ФСФ-овог glibc-а.
Последња верзија Линукс libc-а се користила под именом (soname) libc.sо.5. Надаље, glibc 2.x на Линуксу користи soname libc.sо.6 (Алфа и IA64 архитектуре сада користе libc.sо.6.1).*.sо име фајла се често мешало са libc6 (на пример у пакету за Дебијаном) пратећи стандардна усвајања за библиотеке.
Према Ричарду Столману, промене које су извршене у Линукс libc-у не могу бити стопљене назад у glibc јер је статус ауторства нејасан, а ГНУ пројекат је веома строг у вези рушења ауторских права и права аутора.

### Постављање управног одбора
Почевши од 2001. године развоја библиотеке је надгледао одбор, са Улриком Дрепером као главним сарадником и одрживачем. Постављање управног одбора је подлегло јавној расправи и котроверзи и како је отворено описао Улрик Дрепер, пропало непријатељско преузимање од стране Ричарда Столмана.

### Премештање на git
Док је пре био у ЦВС-овом складишту, у 2009. glibc је прешао у git-ово складиште на Sourceware.

### Дебијан прелази на EGLIBC
Након многих контроверзи о Дреперовом стилу управљања и прихватању спољашњег доприноса, Дебијан је јавно прешао на glibc-ов развој EGLIBC 2009.године.

### Распуштање управног одбора
У Марту 2012, управни одбор је гласао за то да треба да се распусти а да се уклони Дрепер у корист процеса развоја заједнице, са Рајаном Арнолдом, Максимом Кувyрковим, Јозефом Мајерсом, Карлосом О'Донелом, и Александре Оливом одговорним за одржавање односа са ГНУ (али без додатне моћи одлучивања).
Након промене сектора за одржавање glibc-а Дебијан и други пројекти су се вратили назад на glibc, који су се претходно прикључили алтернативама. Такође, од само почетка 2014-те, glibc-ов развој EGLIBC се више није спорводио, откако су "циљеви сада директно усмерени ка GLIBC-у".

### Историја верзија
За многе системе, верзије glibc-a се могу добити извршавањем либ фајлова (на пример, /lib/libc.so.6).
| Верзије       | Датум                     | Белешке | Прихватање                                         |
| ------------- | ------------------------- | --- | -------------------------------------------------- |
| 0.1 – 0.6     | Окт 1991 – Фебруар 1992   | |                                                    |
| 1.0           | Фебруар 1992              | |                                                    |
| 1.01 – 1.09.3 | Март 1992 – Децембар 1994 | |                                                    |
| 1.90 – 1.102  | Мај 1996 – Јануар 1997    | |                                                    |
| 2.0           | Јануар 1997               | |                                                    |
| 2.0.1         | Јануар 1997               | |                                                    |
| 2.0.2         | Фебруар 1997              | |                                                    |
| 2.0.91        | Децембар 1997             | |                                                    |
| 2.0.95        | Јул 1998                  | |                                                    |
| 2.1           | Фебруар 1999              | |                                                    |
| 2.1.1         | Март 1999                 | |                                                    |
| 2.2           | Новембар 2000             | |                                                    |
| 2.2.1         | Јануар 2001               | |                                                    |
| 2.2.2         | Фебруар 2001              | |                                                    |
| 2.2.3         | Март 2001                 | |                                                    |
| 2.2.4         | Јул 2001                  | |                                                    |
| 2.3           | Октобар 2002              | |                                                    |
| 2.3.1         | Октобар 2002              | |                                                    |
| 2.3.2         | Фебруар 2003              | | Дебијан 3.1 (Сарџ)                                 |
| 2.3.3         | Децембар 2003             | |                                                    |
| 2.3.4         | Децембар 2004             | Стандард за Линукс стандардну базу (LSB) 3.0 | РХЕЛ 4 (Верзија 5)                                 |
| 2.3.5         | Април 2005                | | SLES 9                                             |
| 2.3.6         | Новембар 2005             | | Дебијан 4.0 (Etch)                                 |
| 2.4           | Март 2006                 | Стандард за ЛСБ 4.0, почетна inotify подршка | SLES 10                                            |
| 2.5           | Септембар 2006            | Комплетна inotify подршка | РХЕЛ 5                                             |
| 2.6           | Мај 2007                  | |                                                    |
| 2.7           | Октобар 2007              | | Дебијан 5 (Лени), Убунту 8.04                      |
| 2.8           | Април 2008                | |                                                    |
| 2.9           | Новембар 2008             | |                                                    |
| 2.10          | Maj 2009                  | |                                                    |
| 2.11          | Октобар 2009              | | SLES 11, Убунту 10.04, eglibc коришћен u Дебијан 6 |
| 2.12          | Maj 2010                  | | РХЕЛ 6                                             |
| 2.13          | Јануар 2011               | | eglibc 2.13 коришћен у Дебијан                     |
| 2.14          | Јун 2011                  | |                                                    |
| 2.15          | Март 2012                 | | Убунту 12.04 и 12.10                               |
| 2.16          | Јун 2012                  | x32 подржан, ISO C11 приджавање, SystemTap |                                                    |
| 2.17          | Децембар 2012             | 64-bit AR | Убунту 13.04, РХЕЛ 7                               |
| 2.18          | Август 2013               | Побољшан C++11 подржан. Подржан за интел ТСХ. Подржан за Хиликс MicroBlaze и IBM POWER8 микроархитектура. | Федора 20                                          |
| 2.19          | Фебруар 2014              | SystemTap пробе за malloc. ГНУ Индиректна функција (ИФУНЦ) подрзана за ppc32 и ppc64. Нова моућност macro _DEFAULT_SOURCE за замену _SVID_SOURCE и _BSD_SOURCE. Прелиминарна сигурна документација за све мануелне функције. ABI промена ucontext-а и jmp_buf за s390/s390x. | Убунту 14.04, eglibc 2.19 коришћен за Дебијан 8    |
| 2.20          | Септембар 2014            | Подршка за опис фајла | Федора 21                                          |
| 2.21          | Фебруар 2015              | Нова семафор имплементација | Убунту 15.04, пробни Дебијан, Федора 22            |
| 2.22          | Август 2015               | Google Native Client (NaCl) за рад на ARMv7-A, Unicode 7.0 | Федора 23                                          |

## Подржани хардвери и језгра
Glibc се користи у системима који користе много различитих језгара и различите хардверске архитектуре. Његова најчешћа употреба је у системима који користе Линукс језгро на x86 хардверу, међутим, званично подржавани хардвери укључују: ARM архитектура, DEC Alpha,  PA-RISC,  IA-64, Моторола м68к,  MicroBlaze, MIPS, Nios II, PowerPC, s390, SPARC, TILE, и x86. Она такође званично подржава Хурд и Линукс језгра. Поред тога, постоје закрпљене верзије које раде на језгрима FreeBSD и NetBSD (од којих се Дебијан ГНУ /kFreeBSD и Дебијан ГНУ/NetBSD системи граде), као и развојна-верзија OpenSolaris. Он се такође користи (у облику едитора), а назван је  libroot.so у BeOS-у и Haiku-у.

## Функционалност
Glibc обезбеђује потребну функционалност од стране  Single UNIX Specification-а, Посикс-а (1c, 1d, и 1j) и неке функционалности базиране на ISO-у C11, ISO C99, Беркли Јуникс (BSD) окружења, System V Interface Definition (СВИД) и X/Open Portability Guide (XПГ), издање 4.2, са свим наставцима заједничких XSI (X/Open System Interface) у складу система са свим X/Open UNIX екстензијама.
Такође, glibc омогућава и екстензије које су биле неопходне приликом стварања ГНУ-а.

## Коришћење у мали уређајима
Glibc је критикован као "напумпан" и спорији је од других библиотека које су коришћене у прошлости, на пример, критикован је од стране Линуса Торвалдса и програмера уграђеног Линукса. Из тог разлога, створено је неколико алтернативних C стандарда који остављају мање последице. Алтернативне библиотеке су Bionic (базирана углавном на библиотекама из BSD и коришћеним у Андроиду), dietlibc, uClibc, Newlib, Klibc, и musl.
Међутим, многи пројекти мањих уређаја пре користе ГНУ libc над мањим алтернативама због подршке апликација, усклађености са стандардима и због комплетности. Пример укључује Openmoko и Familiar Linux за iPaq диктафоне (када користе ГПЕ графику софтвера).